# Johann Joseph Heister
Johann Joseph Hubert Heister (* 20. August 1803 in Troisdorf; † 9. Oktober 1874 in Bonn) war ein deutscher Jurist und Politiker.

## Leben
Heister absolvierte von 1821 bis 1825 ein Studium der Rechtswissenschaften in Bonn. Danach war er Friedensrichter in Zülpich, seit 1838 am Friedensgericht Siegburg. Nach 1849 war er Justizrat und zugleich Gutsbesitzer in Siegburg, zuletzt in Bonn.
Er war vom 18. Oktober 1848 bis 31. Dezember 1848 Mitglied der Frankfurter Nationalversammlung für die Provinz Rheinland in Siegburg in der Fraktion Casino.
Von 1859 bis 1861 war er Mitglied des Preußischen Abgeordnetenhauses für das Zentrum.